# 乌兰花镇 (通榆县)
乌兰花镇，是中华人民共和国吉林省白城市通榆县下辖的一个乡镇级行政单位。
== 行政区划 =镇下辖以下地区：
贸政社区、乌兰花村、沙力村、双龙村、林水村、冷家店村、星火村、东木村、西木村、春阳村、太平村、迷仁村、西辛力村、万宝村和陆家村。